# 马哈曼·奥斯曼
马哈曼·奥斯曼（法語：Mahamane Ousmane，1950年1月20日—），尼日尔的政治家。他是尼日尔第一个民选总统，从1993年4月16日开始，直到1996年1月27日在军事政变后下台。1999年12月以来一直担任国民议会议长。他也是参政党“民主和社会大会-拉哈马”（Democratic and Social Convention-Rahama CDS）的主席。
1993年，作为“民主和社会大会-拉哈马”的候选人，奥斯曼在2月27日举行的总统选举第一轮投票中，26.59 ％的选票，仅次于“争取社会发展全国运动-纳萨拉”（Mouvement National pour la Société de Développement- Nassara）的候选人坦贾·马马杜。在3月27日举行的第二轮投票中，他得到其它政党的支持，获得54.42 ％的选票，当选为首任民选总统。
奥斯曼执政初期，他和执政盟友获得了议会的多数席位。然而1994年9月，奥斯曼颁布了一项法令，减少总理的权力，总理穆罕默杜·优素福随后辞职，并且撤回了他的党“尼日尔争取民主和社会主义党-塔雷亚”对奥斯曼的支持。奥斯曼任命自己的盟友苏莱·阿卜杜拉担任总理，但是议会迅速通过了对阿卜杜拉的一项不信任案，被迫于1995年1月举行新的议会选举。
这次议会选举，反对派获得胜利，“尼日尔争取民主和社会主义党-塔雷亚”和“争取社会发展全国运动-纳萨拉”组成新的联盟，哈马·阿马杜出任总理。这导致总统与总理之间尖锐的对立和政府的僵局。从4月份开始，奥斯曼拒绝出席政府会议，总理哈马·阿马杜试图承担起总统的作用。紧张局势继续升级，奥斯曼明确表明，他打算解散议会，并要求新的选举。
1996年1月27日，陆军参谋长易卜拉欣·巴雷·麦纳萨拉以政治无序为由发动政变，奥斯曼和哈马·阿马杜、穆罕默杜·优素福等人被关押和软禁。
1996年7月7日和7月8日举行的总统选举，奥斯曼19.75 ％的选票，名列第二位，军政权领导人易卜拉欣·巴雷·麦纳萨拉获得52%的选票，被认为是舞弊。奥斯曼再次被软禁两个星期。1997年1月发生的示威游行，奥斯曼与坦贾·马马杜、穆罕默杜·优素福被逮捕。
1999年10月，在麦纳萨拉被枪杀后举行的总统选举，奥斯曼获得22.51 ％的选票，名列第三位。在11月举行的第二轮投票中，他转而支持坦贾·马马杜，后者击败穆罕默杜·优素福当选为总统。在同时举行的国民议会选举中，坦贾·马马杜和奥斯曼的联盟获胜。12月29日。他当选为国民议会议长。
2004年11月，奥斯曼再次参加总统选举，得票名列第三。12月连任国民议会议长。
2006年11月14日，奥斯曼当选为西非国家经济共同体议会议长， 未来四年内，他将推动西非国家经济共同体议会议员直接选举的进程，建立一个类似欧洲议会的立法机构。
| 前任： 阿里·赛义布 | 尼日尔总统 1993年4月16日－1996年1月27日 | 繼任： 易卜拉欣·巴雷·麦纳萨拉 |